# 20th Century Women
20th Century Women —titulada Mujeres del siglo XX en español—es una película dramática estadounidense de 2016, dirigida y escrita por Mike Mills, protagonizada por Annette Bening, Elle Fanning, Greta Gerwig, Lucas Jade Zumann y Billy Crudup. 
El rodaje comenzó el 8 de septiembre de 2015, en el sur de California. La película fue estrenada el 25 de diciembre de 2016.

## Argumento
En 1979 Jamie Fields de 15 años y estudiante de la escuela secundaria, vive en Santa Bárbara con su madre, Dorothea de 55 años, en una pensión administrada por ella. Los inquilinos son: Abbie Porter de 24 años, quien trabaja como fotógrafa y esta en tratamiento de cáncer cervical; y William, un carpintero y mecánico. La mejor amiga de Jamie, Julie Hamlin de 17 años, pasa a menudo la noche con Jamie, pero no tienen relaciones sexuales porque ella cree que eso destruiría su
amistad.
Dorothea, preocupada porque no puede establecer una relación cercana con su hijo, le pide a Julie y a Abbie que ayuden en el crecimiento de Jamie. Cuando Jamie sabe de los planes de su madre Dorothea, se marcha a Los Ángeles con sus amigos para asistir a un concierto de rock. Cuando Jamie vuelve del espectáculo, Julie le cuenta que tuvo sexo sin protección con un compañero de clase y que le preocupa haber quedado embarazada.
Jamie compra una prueba de embarazo casera para Julie, que da resultado negativo. Jamie también le ofrece ayuda a Abbie y la acompaña a las citas médicas con su doctor. Este le dice que está libre del cáncer que la aquejaba pero no podrá tener niños. Para agradecer a Jamie, Abbie le cuenta que ella fue obligada a dejar sus amigos en Nueva York y regresar a Santa Bárbara después del diagnóstico del cáncer, causado por el DES que usó su madre durante el embarazo.
Durante una conversación, Julie le dice a Dorothea que solo ha tenido relaciones con hombres "seguros", resistiéndose a los hombres hacia los que se siente realmente atraída, incluido William. Como respuesta Dorothea le pide a Abbie mostrarle el "mundo moderno, el mundo actual". En un club punk, Wiliam besa a Dorothea, pero ella lo rechaza debido a la relación que existe entre Abbie y William. Cuando William finaliza su relación con Abbie, esta última advierte a Jamie y a Julie que deben dejar Santa Bárbara si ellos quieren ser exitosos en la vida.
Después, Abbie lleva a Jamie a un club en donde se emborracha y besa una mujer. Mientras tanto, Dorothea le enseña a William cómo construir una relación con una mujer, en lugar de buscar pasar solo una noche con ellas. Cuando Abbie y Jamie vuelven, Abbie le muestra a Dorothea las fotos que tomó de Jamie, lo que hace que Dorothea se dé cuenta de que Jamie nunca estaría totalmente cómodo alrededor de ella.
A Jamie se le despierta curiosidad acerca de la sexualidad femenina y Abbie le presta un libro acerca de la inequidad de género. Cuando Jamie lee parte del libro a Dorothea, ella le pide a Abbie que le deje de enseñar del movimiento feminista. La tensión entre Abbie y Dorothea llega a su máximo durante una cena de inquilinos, en la que Abbie les cuenta a todos que tiene la menstruación. Dorothea le pide que cambie de actitud y que no es necesario que le cuente a todos acerca del periodo, a lo que Abbie responde con rabia y obliga a todos los hombres que están en la mesa a que digan la palabra menstruación. Esto inspira a Julie a contar de su primera experiencia sexual, que tuvo a los 14 años. El relato de Julie hace enfadar a Jamie.
Jamie le dice a Julie que no quiere que ella siga pasando las noches en su casa, actitud que la hiere. Julie le propone irse juntos por la costa, cosa que hacen. Pasan algún tiempo juntos y se divierten.
Estando en el hotel en donde pasarían la noche, Jamie le dice que Julie que la ama, pero Julie le dice que Jamie le importa tanto que no pueden tener sexo con él. Una pelea sigue, durante la cual Julie acusa a Jamie de solo ser amable con ella, porque tiene interés sexual en ella. Jamie se marcha, y Julie llama telefónicamente a Dorothea para informarle de lo ocurrido. Cuando Dorothea, WIllian y Abbie llegan al hotel en el que se hospedaban Jamie y Julie, buscarlo, Jamie había ya regresado. Jamie y Dorothea hablan y él admite que le dolió cuando ella le pidió a Abbie y a Julie que lo ayudaran a cuidar, porque ella era incapaz de educarlo. Julie, William y Abbie regresan por su lado, mientras que Dorothea y Jamie lo hacen por su cuenta a Los Ángeles. Dorothea le cuenta a Jamie acerca de la relación que ella tuvo con el padre de Jamie.
Como epílogo de la película, se recuentan los hecho que ocurren en la vida de cada uno de los protagonistas en los años siguientes al fin de la película: Julie se va a Nueva York a la universidad y pierde contacto con Jamie y con Dorothea. Julie se enamora con un compañero llamado Nicolás y se van para París. Eligen no tener hijos; Abbie permanece en Santa Bárbara, se casa e inicia un taller de fotografía en su taller, haciendo exposiciones locales. Contra toda recomendación médica, ella tiene dos niños a los 24 años con su esposo, Dave. William vive con Dorothea un año más y después se va para Sedona, en donde abre un taller de cerámica. Dorothea conoce a un hombre, en 1983, quien será su pareja, y estarán juntos hasta 1999, cuando ella muere de cáncer.  Algunos años después que muere Dorothea de cáncer, Jamie se casa y tiene un hijo. Él trata de describirle cómo fue Dorothea.

## Reparto
- Annette Bening como Dorothea Fields, una madre soltera que intenta enseñar a su hijo adolescente sobre el amor y la libertad, junto con otras dos mujeres.[3]
- Lucas Jade Zumann como Jamie Fields, el hijo adolescente de Dorothea.[3]
- Elle Fanning como Julie Hamlin, una provocativa amiga del hijo adolescente de Dorothea.[3]
- Greta Gerwig como Abigail «Abbie» Porter, una joven fotógrafa sofisticada.[3]
- Billy Crudup como William, inquilino de Dorothea.[4]
- Waleed Zuaiter como Charlie, compañero de trabajo de Dorothea.
- Alison Elliott como la señora Hamlin, madre de Julie.
- Darrell Britt-Gibson como Julian
- Alia Shawkat como Trish
- John Billingsley como Doctor Jones
- Thea Gill como Gail Porter

## Producción
El proyecto drama familiar 20th Century Women fue anunciado por primera vez el 16 de enero de 2015, que Mike Mills dirigiría la película basada en su propio guion y Megan Ellison de Annapurna Pictures produciría la película junto con Anne Carey, de Archer Gray, junto a Youree Henley. La película se desarrolla en 1979 en Santa Bárbara, California, y cuenta la historia de una madre soltera que intenta enseñar a su hijo adolescente sobre el amor y la libertad, junto con otras dos mujeres. El 14 de mayo de 2015, Annette Bening, Greta Gerwig y Elle Fanning se unieron al elenco como protagonistas femeninas de la película, en la que Bening interpretaría a la madre soltera, Gerwig interpretaría a una joven fotógrafa sofisticada y Fanning haría el papel de la amiga provocadora del hijo adolescente de Dorothea. El 3 de agosto de 2015, Billy Crudup fue elegido para interpretar el papel principal masculino. Roger Neill compuso la banda sonora.

### Rodaje
El rodaje de la película comenzó el 8 de septiembre de 2015, en el sur de California.

## Premios y nominaciones
| Premio                                 | Categoría                                               | Receptores                    | Resultado | Ref(s)        |
| -------------------------------------- | ------------------------------------------------------- | ----------------------------- | --------- | ------------- |
| 89.ª ceremonia de los Premios Óscar    | Mejor guion original                                    | Mike Mills                    | Nominada  |               |
| Globos de Oro                          | Mejor película - Comedia o musical                      | 20th Century Women            | Nominada  | [ 8 ]         |
| Globos de Oro                          | Mejor actriz - Comedia o musical                        | Annette Bening                | Nominada  | [ 8 ]         |
| National Board of Review               | Top 10 cine independiente                               | 20th Century Women            | Ganadora  | [ 9 ]         |
| Premios Independent Spirit             | Mejor actriz                                            | Annette Bening                | Pendiente | [ 10 ]        |
| Premios Independent Spirit             | Mejor guion                                             | Mike Mills                    | Pendiente | [ 10 ]        |
| Premios Gotham                         | Mejor actriz                                            | Annette Bening                | Nominada  | [ 11 ]        |
| Premios de la Crítica Cinematográfica  | Mejor actriz                                            | Annette Bening                | Nominada  | [ 12 ] [ 13 ] |
| Premios de la Crítica Cinematográfica  | Mejor actriz de reparto                                 | Greta Gerwig                  | Nominada  | [ 12 ] [ 13 ] |
| Premios de la Crítica Cinematográfica  | Mejor reparto                                           | Mejor reparto                 | Nominados | [ 12 ] [ 13 ] |
| Premios Satellite                      | Mejor actriz                                            | Annette Bening                | Pendiente | [ 14 ]        |
| Círculo de Críticos de San Francisco   | Mejor actriz                                            | Annette Bening                | Pendiente | [ 15 ]        |
| Círculo de Críticos de San Francisco   | Mejor actriz de reparto                                 | Greta Gerwig                  | Pendiente | [ 15 ]        |
| Crítica de Washington D. C.            | Mejor actriz                                            | Annette Bening                | Nominada  | [ 16 ]        |
| Crítica de Washington D. C.            | Mejor actriz de reparto                                 | Greta Gerwig                  | Nominada  | [ 16 ]        |
| Crítica de Washington D. C.            | Mejor reparto                                           | Mejor reparto                 | Nominados | [ 16 ]        |
| Atlanta Film Critics Society           | Mejor actriz                                            | Annette Bening                | Ganadora  | [ 17 ]        |
| Crítica de San Diego                   | Mejor actriz                                            | Annette Bening                | Nominada  | [ 18 ] [ 19 ] |
| Crítica de San Diego                   | Mejor actriz de reparto                                 | Greta Gerwig                  | Nominada  | [ 18 ] [ 19 ] |
| Crítica de San Diego                   | Mejor reparto                                           | Mejor reparto                 | Nominados | [ 18 ] [ 19 ] |
| Crítica de St. Louis                   | Mejor actriz de reparto                                 | Greta Gerwig                  | Nominada  | [ 20 ] [ 21 ] |
| Círculo de Críticos de Cine de Mujeres | Mejor película sobre mujeres                            | 20th Century Women            | Pendiente | [ 22 ]        |
| Círculo de Críticos de Cine de Mujeres | Valentía en la interpretación                           | Annette Bening                | Pendiente | [ 22 ]        |
| Círculo de Críticos de Cine de Mujeres | Mejor reparto                                           | Mejor reparto                 | Pendiente | [ 22 ]        |
| Alianza de mujeres periodistas         | Mejor actriz de reparto                                 | Greta Gerwig                  | Nominada  | [ 23 ] [ 24 ] |
| Alianza de mujeres periodistas         | Mejor guion original                                    | Mike Mills                    | Nominado  | [ 23 ] [ 24 ] |
| Alianza de mujeres periodistas         | Actriz desafiando la edad y el envejecimiento           | Annette Bening                | Ganadora  | [ 23 ] [ 24 ] |
| Alianza de mujeres periodistas         | Mejor reparto                                           | Mejor reparto                 | Nominados | [ 23 ] [ 24 ] |
| Círculo de Críticos de Phoenix         | Mejor actriz                                            | Annette Bening                | Nominada  | [ 25 ]        |
| Círculo de Críticos de Phoenix         | Mejor actriz de reparto                                 | Greta Gerwig                  | Nominada  | [ 25 ]        |
| Crítica de Las Vegas                   | Mejor actriz                                            | Annette Bening                | Nominada  | [ 26 ]        |
| Crítica de Las Vegas                   | Mejor actriz de reparto                                 | Greta Gerwig                  | Nominada  | [ 26 ]        |
| Crítica de Austin                      | Mejor actriz de reparto                                 | Greta Gerwig                  | Pendiente | [ 27 ]        |
| Crítica de Austin                      | Mejor guion original                                    | Mike Mills                    | Pendiente | [ 27 ]        |
| Crítica de Austin                      | Mejor actriz                                            | Annette Bening                | Pendiente | [ 27 ]        |
| Crítica de Detroit                     | Mejor actriz                                            | Annette Bening                | Pendiente | [ 28 ]        |
| Crítica de Detroit                     | Mejor actriz de reparto                                 | Greta Gerwig                  | Pendiente | [ 28 ]        |
| Crítica de Detroit                     | Mejor actriz de reparto                                 | Elle Fanning                  | Pendiente | [ 28 ]        |
| Crítica de Detroit                     | Mejor reparto                                           | Mejor reparto                 | Pendiente | [ 28 ]        |
| Sociedad de Críticos de Phoenix        | Mejor actriz de reparto                                 | Greta Gerwig                  | Pendiente | [ 29 ]        |
| Crítica de Dallas                      | Mejor película                                          | 20th Century Women            | Finalista | [ 30 ]        |
| Crítica de Dallas                      | Mejor actriz de reparto                                 | Greta Gerwig                  | Finalista | [ 30 ]        |
| Crítica de Dallas                      | Mejor actriz                                            | Annette Bening                | Finalista | [ 30 ]        |
| Crítica de Houston                     | Mejor actriz de reparto                                 | Greta Gerwig                  | Pendiente | [ 31 ]        |
| Crítica de Florida                     | Mejor actor                                             | Annette Bening                | Nominada  | [ 32 ]        |
| Crítica de Florida                     | Mejor actriz de reparto                                 | Greta Gerwig                  | Nominada  | [ 32 ]        |
| Crítica de Florida                     | Mejor guion original                                    | Mike Mills                    | Nominado  | [ 32 ]        |
| Crítica de Florida                     | Mejor reparto                                           | Mejor reparto                 | Nominados | [ 32 ]        |
| Crítica de Carolina del Norte          | Mejor actriz                                            | Annette Bening                | Nominada  | [ 33 ] [ 34 ] |
| Crítica de Carolina del Norte          | Mejor actriz de reparto                                 | Greta Gerwig                  | Nominada  | [ 33 ] [ 34 ] |
| Crítica de Carolina del Norte          | Mejor guion original                                    | Mike Mills                    | Nominada  | [ 33 ] [ 34 ] |
| Gremio de Directores de Casting        | Mejor casting en una comedia de estudio o independiente | Laura Rosenthal, Mark Bennett | Pendiente | [ 35 ]        |